# إرنست ألين (سياسي)
إرنست ألين (بالإنجليزية: Ernest Allen)‏ هو سياسي أسترالي، ولد في 24 أكتوبر 1910، وتوفي في 8 يونيو 1984. حزبياً، نشط في تحالف الليبرالية والريفي ( – 1974) وحزب أستراليا الليبرالي (فرع جنوب أستراليا) ‏ (1974 – ). وقد انتخب عضو مجلس النواب جنوب أستراليا من الجمعية عن دائرة Electoral district of Frome ‏ وقد انضم خلال فترته النيابية (30 مايو 1970 – 16 سبتمبر 1977) للكتلة البرلمانية تحالف الليبرالية والريفي وانتخب عضو مجلس النواب جنوب أستراليا من الجمعية عن دائرة Electoral district of Burra ‏ وقد انضم خلال فترته النيابية (2 مارس 1968 – 29 مايو 1970) للكتلة البرلمانية تحالف الليبرالية والريفي.